# Фрејжер (Мичиген)
Фрејжер (енгл. Fraser) град је у америчкој савезној држави Мичиген. По попису становништва из 2010. у њему је живело 14.480 становника.

## Демографија
Према попису становништва из 2010. у граду је живело 14.480 становника, што је 817 (5,3%) становника мање него 2000. године.
| Група             | 2000.          | 2010.          |
| Белци             | 14.628 (95,6%) | 13.099 (90,5%) |
| Афроамериканци    | 139 (0,9%)     | 566 (3,9%)     |
| Азијати           | 142 (0,9%)     | 211 (1,5%)     |
| Хиспаноамериканци | 203 (1,3%)     | 297 (2,1%)     |
| Укупно            | 15.297         | 14.480         |